# Kovách Aladár (néprajzkutató)
Kovách Aladár (Nyitra, 1860. április 17. – Szekszárd, 1930. május 7.) levéltáros, etnográfus, múzeumigazgató.

## Tanulmányai
Veszprémi és soproni gimnáziumi tanulmányok után a pápai református egyházkerületi főiskolán jogi alapvizsgát (1880–1881), majd közhivatalnoki munkája mellett községjegyzői szigorlatot tett (1884, 1887), s államszámviteltanból, utóbb levéltárkezelésből szakvizsgázott. Néprajzi ismereteit (a vezető etnográfusokkal folytatott konzultációkon túl) a Magyar Nemzeti Múzeum Néprajzi Osztályán eltöltött két hónap alatt szerezte. (1902).

## Munkahelyei
Tolna vármegye allevéltárosa (1900–1921), főlevéltáros (1921–1930), a Múzeum-egyesület titkára, majd a Tolna vármegyei Múzeum néprajzi osztályának őre (1901–1907), a múzeum igazgatója (1908–1930). Előbb a Tolnavármegye, megindulásától a Közérdek (éveken keresztül belső) munkatársa volt. Kutatási témája a Sárköz néprajza. Elsősorban néprajzi tanulmányai ismertek, kéziratos hagyatéka és a helyi lapokban szétszórt cikkei sokkalta szélesebb körű tájékozottságról tanúskodnak. Névvel jelölt, főleg történeti és néprajzi tárgyú tárcákat is gyakorta közölt. A múzeum néprajzi gyűjteményének megalapozója, Wosinsky Mór mellett néprajzi fényképei a 20. század elejének kiváló forrásai. Írásai elsősorban az Ethnographia (1903-tól), a Néprajzi Értesítő (1904-től), a Magyar Nyelvőr (1904-től), a Múzeumi és Könyvtári Értesítő (1909-től) és az Archaeologiai Értesítő (1904-től) c. lapokban jelentek meg.

## Fő művei
- Lókultusz maradványa a Tolna megyei Sárközben. (Ethnográfia 1903. 139-141.),
- Adalékok a Tolna megyei Sárköz régi halászatához. (Néprajzi Értesítő 1904. 299-309.)
- A Tolna vármegyei Sárköz nyelvjárása. (Magyar Nyelvőr 1904. 267-271., 333-338.),
- Tolna vm. Múzeumának Néprajzi Osztálya. (Néprajzi Értesítő 1904. 147-157.),
- Az istenfa. (Ethnográfia 1904. 273-275.),
- A csikle. (Néprajzi Értesítő 1904. 50-58.),
- A csikkentő és tőr. (Néprajzi Értesítő 1905. 179-184.),
- A Tolna megyei Sárköz népviselete. (Néprajzi Értesítő 1907. 79-94, 201-221.),
- A Tolna megyei Múzeum néprajzi osztálya (Múzeumrendezési tanulmány. Különös tekintettel a vidéki kis múzeumokra).(Múzeumi és Könyvtári Értesítő 1909. 124-131.)
- Kezdetleges épületek Tolna vármegyében⅔. (Néprajzi Értesítő 1912. 207-239.)